# Playmobil FunPark
Les Playmobil FunPark sont des parcs de loisir autour de l'univers Playmobil. Cinq parcs existent, ou ont existé, dans le monde : à Zirndorf, à Fresnes (fermeture definitive le 31 juillet 2022), à Athènes, à Palm Beach Gardens et sur l'île de Malte.

## Les parcs

### En Allemagne

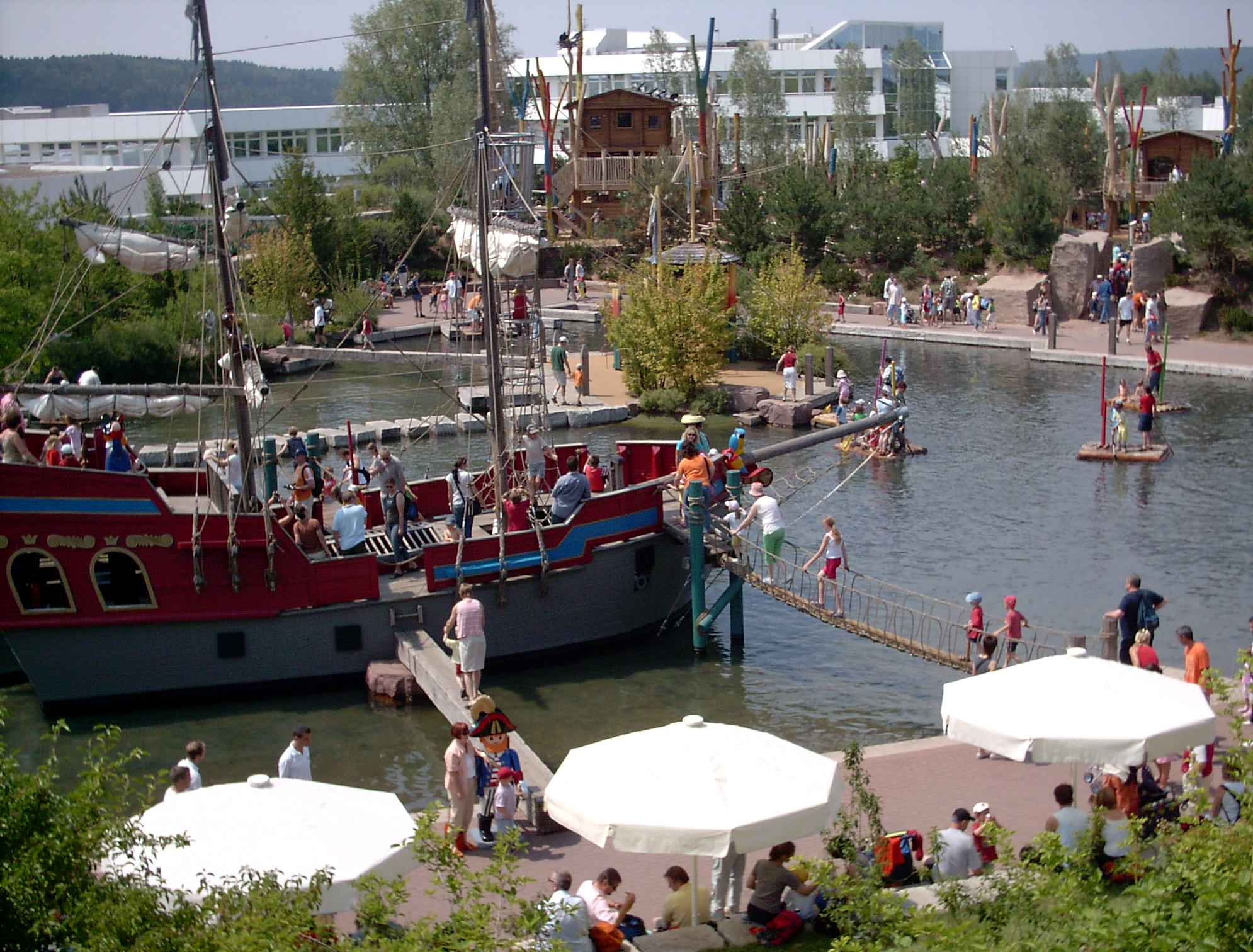
Bateau Pirate grandeur nature au Playmobil FunPark de Zirndorf.

Le FunPark de Zirndorf, en Allemagne ne dispose pas que d'aires de jeux intérieures mais d'aires de jeux intérieures et extérieures. Le tout s'étend sur 90 000 m2. Dans le parc crée en 2000, on retrouve des attractions ainsi que des figurines Playmobil grandeur nature comme le bateau pirate de 17 mètres qui est sur un lac de 2 400 m2. Il se trouve à côté de la maison mère de Playmobil.

### En France
En France, le parc dispose de 2 000 m2 d'aires de jeu, d'une boutique ainsi que d'un espace restauration.
Il a été créé en 1999 à Fresnes, depuis, le parc accueille chaque année, des dizaines de milliers d'enfants.
En juin 2022, on apprend la fermeture définitive du parc le 31 juillet à la suite d'une baisse de fréquentation.

#### Animations
- Du 27 avril au 12 mai 2013 : « Viens participer à la course de chevaux Playmobil ! »
- Du 14 février au 1er mars 2015 : « Découvre le métier de pompier ! »
- Du 6 au 31 juillet 2016 : « Glissades au parc aquatique ! »
- Du 1er au 31 août : « Viens sauver les animaux de la savane ! »
- Du 1er au 17 avril 2017 : « Grand jeu d'équipe Princesses et Chevaliers »
- Du 15 au 17 avril 2017 : « Grande chasse aux œufs »
- Du 25 au 28 mai 2017 : « Chasse aux fantômes Ghostbusters »
- Mercredis, samedis et dimanches du 7 au 28 juin 2017 : « En avant les ateliers pour les tout-petits ! »
- Du 17 février au 4 mars 2018 : « Panique sur les pistes au Playmobil FunPark »
- Du 14 au 29 avril 2018 : « Viens aider les Top Agents à contrer les attaques du maléfique Dr Drone ! »
- Du 14 au 29 avril 2018 : « Grand jeu de découverte de l'univers des chevaux "AU GALOP" »
- Du 18 juillet au 2 septembre : « Animation sur l'univers Dragons »
- Du 20 octobre au 4 novembre 2018 : « Cache-cache Playmobil au FunPark »
- Du 1er au 24 décembre 2018 et du 26 décembre 2018 au 31 janvier 2019 : « La magie de Noël au Playmobil FunPark »
- Du 30 novembre 2019 au 6 janvier 2020 : « La magie de Noël au Playmobil FunPark »
- Du 23 octobre au 07 novembre 2021 : « Mission Dino Rise au FunPark ! »
- Du 19 février au 6 mars 2022 : « Novelmore : Rejoint ton équipe pour sauver le royaume »
- Du 23 avril au 8 mai : « Mène l'enquête avec le shérif »
- Vendredi 1er juillet 2022 : « Fun Party »
- Du 8 au 31 juillet : « Grande animation Astérix au Playmobil FunPark »

### En Grèce
Le FunPark installé à Athènes, en Grèce, est composé de plusieurs aires de jeux intérieures sur les différentes gammes de la marque Playmobil.

### En Floride
Le FunPark de Palm Beach Gardens, en Floride, a fermé définitivement ses portes.

### À Malte
Sur l'île de Malte se trouve un FunPark de 19 500 m2 avec un espace intérieur, un espace extérieur ainsi qu'une boutique et un espace restauration.

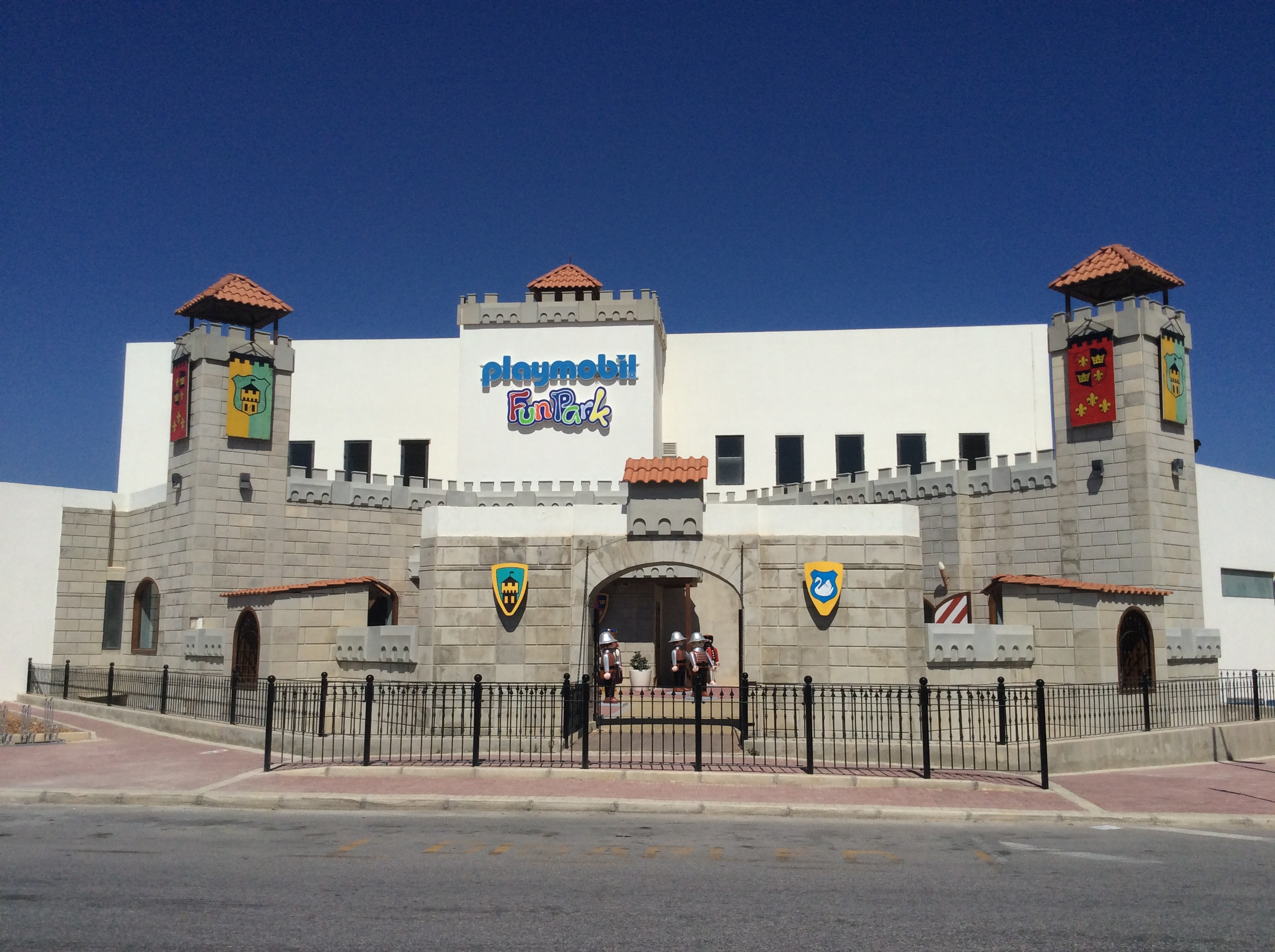
Playmobil FunPark de Malte.